# Esteban Righi
Esteban Justo Antonio Righi (Resistencia, 4 de septiembre de 1938-Buenos Aires, 5 de marzo de 2019) fue abogado, profesor y político peronista. Fue ministro del Interior durante el año 1973, y procurador general de la Nación Argentina desde 2004 hasta 2012.

## Biografía
Esteban Righi nació en Resistencia (Chaco), en 1938. Fue egresado del Liceo Militar, doctor en Derecho Penal y Criminología. Ocupó brevemente el Ministerio del Interior durante el gobierno de Héctor Cámpora (25 de mayo de 1973-13 de julio de 1973) y fue hasta el 10 de abril de 2012 procurador general de la Nación.
El 5 de junio de 1973, luego de 12 días desde el retorno de la democracia, como ministro del Interior del Gobierno de Cámpora dio un notable y famoso discurso a los comisarios de la Policía Federal Argentina:

Es habitual llamar a los policías guardianes del orden. Así seguirá siendo. Pero lo que ha cambiado, profundamente, es el orden que guardan. Y en consecuencia, la forma de hacerlo.
Un orden injusto, un poder arbitrario impuesto por la violencia, se guarda con la misma violencia que lo originó. Un orden justo, respaldado por la voluntad masiva de la ciudadanía, se guarda con moderación y prudencia, con respeto y sensibilidad humanas.
Dije que la Policía tendrá nuevas obligaciones y quiero enumerar algunas de ellas. Tendrá la obligación de no reprimir los justos reclamos del pueblo. De respetar a todos sus conciudadanos, en cualquier ocasión y circunstancia. De considerar inocente a todo ciudadano mientras no se demuestre lo contrario. De comportarse con humanidad, inclusive frente al culpable.
En la Argentina nadie será perseguido por razones políticas. Nadie será sometido a castigos o humillaciones adicionales a la pena que la Justicia le imponga.
La sociedad debe protegerse del delito, pero será ineficiente si no comienza por comprender que sus raíces no están en la maldad individual sino en la descomposición de un sistema que no ha ofrecido garantías ni oportunidades.
Las reglas del juego han cambiado. Ningún atropello será consentido. Ninguna vejación a un ser humano quedará sin castigo. El pueblo ya no es el enemigo, sino el gran protagonista.
Esteban Righi

Sería evaluado como Ministro del Interior de la presidenta María Estela Martínez de Perón, sin embargo desistió de su nombramiento.
Tras producirse el golpe de Estado en marzo del 76 su viviendo fue allanada, estuvo diez años exiliado en México donde fue docente en la Universidad Autónoma. A su regreso, en 1983, ganó por concurso la cátedra de Derecho Penal en la Universidad de Buenos Aires. Fue autor de dieciocho libros.
Durante la presidencia de Raúl Alfonsín, fue asesor ad honorem y miembro del Consejo Nacional de Consolidación de la Democracia.

En 2004, el presidente Néstor Kirchner lo nombró procurador general de la Nación. En 2015 participó en un acto homenaje por la fiscal desaparecida Nelly Ortiz por el Día Internacional de los Trabajadores, quien el 25 de noviembre de 1976 fue secuestrada por un grupo de tareas de la Escuela de Mecánica de la Armada (ESMA).
Recibió el Premio Konex de 2016, por la categoría "Derecho Administrativo, Tributario y Penal".

## Denuncia contra el estudio Righi y renuncia
Durante los años 1980 fundó el Estudio Righi y Asociados. En 2012, el vicepresidente de la Nación, Amado Boudou, denunció:

Yo era director ejecutivo de la Ansés y en los últimos días me vinieron a ver de un estudio de abogados, el estudio García, Labat, Musso y Righi, a mi despacho para decirme que yo era nuevito, que no entendía cómo funcionaba esto, que yo tenía que tener buenos lazos con Comodoro Py, que era muy importante desarrollar esa relación.
Amado Boudou

Righi presentó su renuncia al cargo de procurador general.

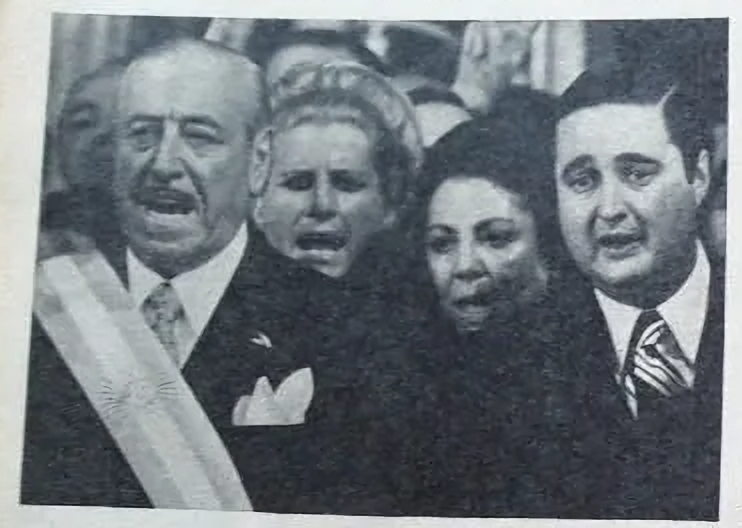
Righi con el presidente argentino Héctor J. Cámpora. 1973.

## Obra
- Tentativa - Legítima defensa - Fraude. México: Procuraduría General de Justicia, 1976.
- Cuatro ensayos de Derecho Penal. México: UNAM, 1979.
- El aborto, tres ensayos sobre ¿un crimen? México: UNAM, 1984.
- Elementos de derecho penal y procesal penal (en colaboración con Alberto Fernández y Luis Pastoriza). Buenos Aires, 1988.
- Derecho penal económico comparado. Madrid, 1991.
- Derecho penal (en colaboración con Alberto Fernández). Buenos Aires, 1996.
- Delitos por emisión ilegal de cheques. Buenos Aires, 1997.
- Los delitos económicos. Buenos Aires, 2000.
- Teoría de la pena. Buenos Aires, 2001.
- La imputación subjetiva, Buenos Aires.
- Antijuricidad y justificación. Buenos Aires, 2002.
- La culpabilidad en materia penal. Buenos Aires, 2003.
- Derecho penal. Parte general. Buenos Aires, 2007.
- Repercusión mediática y defensa consular de extranjeros en los casos criminales. El caso Cassez:Francia vs México?. Buenos Aires, 2013.
- El régimen penal del cheque (en colaboración con Ana Juárez). Buenos Aires, 2014.
- El delito de estafa. Buenos Aires, 2015.
- Derecho Penal. Parte General. 2.ª ed. Buenos Aires, 2016.
- El delito de administración fraudulenta. Buenos Aires, 2017.